# Distrito de Bargarh
Bargarh es un distrito de la India situado en el estado de Odisha. Según el censo de 2011, tiene una población de 1 481 255 habitantes.
Comprende una superficie total de 5837 km².
El centro administrativo es la ciudad homónima.

## Demografía
Según el censo de 2011 tiene una población total de 1 481 255 habitantes, de los cuales 732 094 son mujeres y 749 161 son hombres.